# Pampow
Pampow là một đô thị ở huyện Ludwigslust, bang Mecklenburg-Vorpommern, Đức. Đô thị này có diện tích 10,91 km², dân số thời điểm 31 tháng 12 là 2930 người.